# 114 (число)
Вижте пояснителната страница за други значения на 114.
114 (сто и четиринадесет) е естествено, цяло число, следващо 113 и предхождащо 115.
Сто и четиринадесет с арабски цифри се записва „114“, а с римски цифри – „CXIV“. Числото 114 е съставено от три цифри от позиционните бройни системи – 1 (едно), 4 (четири).

## Общи сведения
- 114 е четно число.
- 114 е атомният номер на елемента флеровий.
- 114-ият ден от годината е 24 април.
- 114 е година от Новата ера.